# Comune di Macao
I consigli e le assemblee del comune di Macao sono stati aboliti il 1º gennaio 2002, e le loro funzioni sono state rilevate dall'Instituto para os Assuntos Cívicos e Municipais, meno di due anni dopo che Macao divenne Regione Amministrativa Speciale (SAR) della Repubblica Popolare Cinese. Dal 1512 al 1999 infatti Macao fu una colonia portoghese.